# TSV Bayer 04 Leverkusen

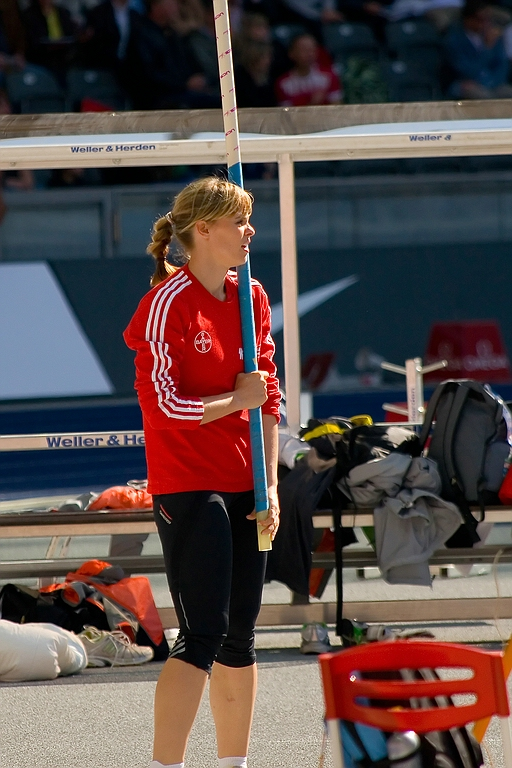
Silke Spiegelburg tävlande för TSV Bayer 04.

TSV Bayer 04 Leverkusen är en tysk idrottsförening med 14 olika sektioner. Föreningen har omkring 10 000 medlemmar och är en av Nordrhein-Westfalens största klubbar sett till medlemstal. Föreningen grundades 1904 som Turn- und Spielverein der Farbenfabriken vormals Friedrich Bayer & Co. Den nuvarande föreningsstrukturen skapades 1984. Föreningens färger är rött och vitt.
Föreningen har genom åren breddats och tillhör eliten inom en rad sporter: handboll, basket, boxning och friidrott är några exempel där klubben tagit en rad nationella mästerskap och fått fram olympiska medaljörer. Delar av föreningen har en tydlig elitsatsning medan andra delar sätter ungdomsverksamhet före. Basketsektionen kallar sig numera Bayer Giants Leverkusen och fotbollssektionen Bayer 04 Leverkusen är sedan 1999 ett enskilt aktiebolag på elitnivån och ingår i Bayer AG.

## Sektioner

### Basket
Huvudartikel: Bayer Giants Leverkusen
Elitlaget har antagit namnet Bayer Giants Leverkusen och spelar i Bundesliga. Basketsektionen har totalt 18 lag. Herrlaget gick upp i Bundesliga 1968 som TuS 04 Leverkusen och vann 1970 sitt första tyska mästerskap. Klubben är mycket framgångsrik inom den tyska basketen med 14 mästartitlar och 10 cupsegrar. Man har ett stort ungdomsarbete i föreningen. En av Tysklands bästa basketspelare Detlef Schrempf spelade i klubben.

### Boxning
Inom boxningen tillhörde föreningen länge till de främsta i Tyskland. 1978, 1980, 1981, 1983, 1984, 1986, 2001 och 2002 vann man det tyska mästerskapet. Idag är hör sektionen i Oberliga. Boxningssektionen har flera olympiska medaljörer: Reinhard Skriczek tog brons i OS 1976, Orhan Delibas silver vid OS 1992 och Jan Quast och Arnold Vanderlijde tog brons vid OS 1992. Andra kända boxningsnamn är René Weller och Dariusz Michalczewski.

### Friidrott

Bayer 04 Leverkusen är ett av Tysklands bästa friidrottslag. Klubbens första olympiska mästare var Willi Holdorf som vann tiokampen i OS i Tokyo 1964. 1972 vann Heide Rosendahl guld vid OS i München i längdhopp och stafett. Vid samma spel vann Ulrike Meyfarth guld och hon upprepade segern 1984 vid OS i Los Angeles. 1992 vann Dieter Baumann guld på 5000 meter vid Barcelona-OS och Heike Henkel vann i höjdhopp. Ytterligare sju silver och 10 brons har vunnits av föreningens friidrottare.
På senare år har framträdande friidrottare varit Lars Börgeling, Danny Ecker och Silke Spiegelburg i stavhopp, Charles Friedek i tresteg, Steffi Nerius i spjut och Ingo Schultz på 400 meter. Steffi Nerius tog OS-silver vid OS 2004.

### Handboll
I dåvarande Sportvereinigung Leverkusen 04 började man spela handboll under 1920-talet. 1930 spelade dam- och ungdomslagen sina första matcher. Bayer 04 Leverkusen är ett av de mest framgångsrika lagen inom den tyska damhandbollen och har blivit mästare 12 gånger. Storhetstiden var under 1980-talet då laget vann åtta mästerskap och sex cupsegrar.

### Handikappidrott
Sektionen har ca 330 medlemmar och är därmed en av de större föreningarna i Tyskland. Sektionen grundades 1950 och på programmet finns friidrott, sittvolleyboll och simning. Bayer 04 Leverkusens idrottare har vunnit medaljer vid VM- och EM-turneringar och vid Paralympics. Vid Paralympics har Leverkusens idrottare totalt vunnit 20 guld, 12 silver och 18 brons.

### Judo
1960 startades judosektionen av föreningens brottare. Idag har sektionen 650 medlemmar och lägger ner stort arbete på ungdomsektionerna.

### Volleyboll
1969 grundades föreningens volleybollsektion. SG Monheims herrlag blev 1977 en del av Leverkusen och 1978 gick man upp i Bundesliga. 1979 blev man tyska mästare för första gången. 1989 och 1990 blev man på nytt tyska mästare. 1988 vann man den tyska volleybollcupen. Numera är elitlaget fusionerat med SV Bayer Wuppertal. På damsidan spelar man sedan 1993 i Bundesliga efter en kort första sejour 1990-1991. 1999 och 2004 blev damlaget vicemästare.